# Euroformula-Open-Saison 2023
Die Euroformula-Open-Saison 2023 war die 22. Saison der Euroformula Open und die neunte, welche unter diesem Namen ausgetragen wurde. Es gab 23 Rennen, die Meisterschaft begann am 29. April in Portimão und endete am 22. Oktober in Montmeló. Noel León gewann den Meistertitel der Fahrer.

## Teams und Fahrer
Alle Teams und Fahrer verwendeten das Dallara-Chassis  320 sowie Reifen von Hankook und ab der zweiten Saisonhälfte Pirelli. 
Für diese Saison waren ein Bodykit für das Dallara-Chassis sowie neue 17-Zoll-Reifen vorgesehen, diese Pläne wurden jedoch später verworfen. Bei den Reifen lag der Grund daran, dass die größeren Felgen eine Änderung des Chassis notwendig gemacht hätten. Weiters wurde im März Hankook als neuer Reifenhersteller bekannt gegeben, zwei Monate später aber wurde diese Partnerschaft aufgrund von Lieferengpässen beendet und Pirelli als neuer Reifenhersteller verkündet.
| Bild | Team               | Motor         | Auto # | Fahrer              | Status | Rennwochenende | Quelle |
| --- | ------------------ | ------------- | ------ | ------------------- | ------ | -------------- | ------ |
| CryptoTower Racing | CryptoTower Racing | Volkswagen    | 05     | Charlie Wurz        |        | 5–8            | [ 5 ]  |
| CryptoTower Racing | CryptoTower Racing | Volkswagen    | 06     | Vladislav Ryabov    | R      | 4              | [ 6 ]  |
| CryptoTower Racing | CryptoTower Racing | Volkswagen    | 015    | Enzo Trulli         |        | 1, 8           | [ 7 ]  |
| CryptoTower Racing | CryptoTower Racing | Volkswagen    | 020    | Benjámin Berta      |        | 3              | [ 8 ]  |
| CryptoTower Racing | CryptoTower Racing | Volkswagen    | 021    | Josh Mason          |        | 2–3            | [ 9 ]  |
| CryptoTower Racing | CryptoTower Racing | Volkswagen    | 026    | Jakob Bergmeister   | R      | 8              | [ 10 ] |
| CryptoTower Racing | CryptoTower Racing | Volkswagen    | 039    | Gerrard Xie         | R      | 2              | [ 9 ]  |
| CryptoTower Racing | CryptoTower Racing | Volkswagen    | 069    | Joshua Dufek        |        | 5–7            | [ 5 ]  |
| CryptoTower Racing | CryptoTower Racing | Volkswagen    | 077    | Tim Tramnitz        |        | 1              | [ 7 ]  |
| CryptoTower Racing | CryptoTower Racing | Volkswagen    | 099    | Attila Pénzes       |        | 4              | [ 6 ]  |
| Effective Racing | Effective Racing   | Mercedes-Benz | 07     | Vladimír Netušil    | G      | 1–3, 5–6, 8    | [ 11 ] |
| Bild gesucht Die Wikipedia wünscht sich an dieser Stelle ein Bild. Falls du dabei helfen möchtest, erklärt die Anleitung , wie das geht. | Noda Racing        | Volkswagen    | 010    | Juju Noda           | R      | 1–5            | [ 12 ] |
| Team Motopark | Team Motopark      | Volkswagen    | 011    | Levente Révész      |        | 6–8            | [ 13 ] |
| Team Motopark | Team Motopark      | Volkswagen    | 019    | Noel León           |        | Alle           | [ 14 ] |
| Team Motopark | Team Motopark      | Volkswagen    | 023    | Bryce Aron          |        | Alle           | [ 15 ] |
| Team Motopark | Team Motopark      | Volkswagen    | 026    | Jakob Bergmeister   | R      | 1–5            | [ 16 ] |
| Team Motopark | Team Motopark      | Volkswagen    | 073    | Cian Shields        |        | Alle           | [ 17 ] |
| BVM Racing | BVM Racing         | Volkswagen    | 084    | Francesco Simonazzi |        | Alle           | [ 18 ] |
| NV Racing | NV Racing          | Volkswagen    | 212    | Paolo Brajnik       | G      | 1–3, 5, 7      | [ 19 ] |

## Rennkalender
Der provisorische Rennkalender wurde am 22. September 2022 veröffentlicht. Am 24. Jänner 2023 wurde der Kalender nochmals überarbeitet, der Grand Prix de Pau wurde aufgenommen und Mugello flog aus dem Kalender. Allerdings wurde am 5. Mai, nur eine Woche vor dem geplanten Rennen in Pau, verkündet, dass die Rennserie nicht an den Start gehen würde. Grund dafür war, dass die lokalen Organisatoren verlangten, dass alle eingesetzten Rennwägen mit Biotreibstoff betrieben werden musste, die Motoren aber nicht auf Biotreibstoff umrüstbar waren. Zwölf Tage später wurde Mugello wieder in den Rennkalender aufgenommen.
Es gab acht Veranstaltungen auf acht Strecken in sieben Ländern zu je zwei oder drei Rennen. Im Vergleich zum Vorjahr flog Estoril, Imola und Pau raus, neu hinzu kam Portimão und Scarperia e San Piero.
| Nr. | Datum         | Rennstrecke                                                  | Sieger                                                                          | Zweiter                                                                         | Dritter                                                                         | Pole-Position                                                                   | Schnellste Rennrunde                                                            | Meisten Überholmanöver                                                          | Gold-Cup-Sieger                                                                 |
| --- | ------------- | ------------------------------------------------------------ | ------------------------------------------------------------------------------- | ------------------------------------------------------------------------------- | ------------------------------------------------------------------------------- | ------------------------------------------------------------------------------- | ------------------------------------------------------------------------------- | ------------------------------------------------------------------------------- | ------------------------------------------------------------------------------- |
| —.  | 13. Mai       | Circuit de Pau-Ville (Pau)                                   | aufgrund von Unstimmigkeiten mit den Grand-Prix-de-Pau-Organisatoren gestrichen | aufgrund von Unstimmigkeiten mit den Grand-Prix-de-Pau-Organisatoren gestrichen | aufgrund von Unstimmigkeiten mit den Grand-Prix-de-Pau-Organisatoren gestrichen | aufgrund von Unstimmigkeiten mit den Grand-Prix-de-Pau-Organisatoren gestrichen | aufgrund von Unstimmigkeiten mit den Grand-Prix-de-Pau-Organisatoren gestrichen | aufgrund von Unstimmigkeiten mit den Grand-Prix-de-Pau-Organisatoren gestrichen | aufgrund von Unstimmigkeiten mit den Grand-Prix-de-Pau-Organisatoren gestrichen |
| —.  | 14. Mai       | Circuit de Pau-Ville (Pau)                                   | aufgrund von Unstimmigkeiten mit den Grand-Prix-de-Pau-Organisatoren gestrichen | aufgrund von Unstimmigkeiten mit den Grand-Prix-de-Pau-Organisatoren gestrichen | aufgrund von Unstimmigkeiten mit den Grand-Prix-de-Pau-Organisatoren gestrichen | aufgrund von Unstimmigkeiten mit den Grand-Prix-de-Pau-Organisatoren gestrichen | aufgrund von Unstimmigkeiten mit den Grand-Prix-de-Pau-Organisatoren gestrichen | aufgrund von Unstimmigkeiten mit den Grand-Prix-de-Pau-Organisatoren gestrichen | aufgrund von Unstimmigkeiten mit den Grand-Prix-de-Pau-Organisatoren gestrichen |
| 04. | 27. Mai       | Circuit de Spa-Francorchamps (Spa-Francorchamps)             | Noel León                                                                       | Cian Shields                                                                    | Bryce Aron                                                                      | Noel León                                                                       | Noel León                                                                       | Bryce Aron                                                                      | Paolo Brajnik                                                                   |
| 05. | 28. Mai       | Circuit de Spa-Francorchamps (Spa-Francorchamps)             | Bryce Aron                                                                      | Noel León                                                                       | Francesco Simonazzi                                                             |                                                                                 | Noel León                                                                       | Noel León                                                                       | Paolo Brajnik                                                                   |
| 06. | 28. Mai       | Circuit de Spa-Francorchamps (Spa-Francorchamps)             | Cian Shields                                                                    | Francesco Simonazzi                                                             | Noel León                                                                       |                                                                                 | Noel León                                                                       | Cian Shields                                                                    | Vladimír Netušil                                                                |
| 07. | 17. Juni      | Hungaroring (Mogyoród)                                       | Noel León                                                                       | Cian Shields                                                                    | Josh Mason                                                                      | Noel León                                                                       | Noel León                                                                       | Josh Mason                                                                      | Vladimír Netušil                                                                |
| 08. | 18. Juni      | Hungaroring (Mogyoród)                                       | Bryce Aron                                                                      | Josh Mason                                                                      | Juju Noda                                                                       |                                                                                 | Bryce Aron                                                                      | Josh Mason                                                                      | Vladimír Netušil                                                                |
| 09. | 18. Juni      | Hungaroring (Mogyoród)                                       | Josh Mason                                                                      | Jakob Bergmeister                                                               | Noel León                                                                       |                                                                                 | Noel León                                                                       | Noel León                                                                       | Vladimír Netušil                                                                |
| 10. | 22. Juli      | Circuit Paul Ricard (Le Castellet)                           | Juju Noda                                                                       | Jakob Bergmeister                                                               | Bryce Aron                                                                      | Noel León                                                                       | Juju Noda                                                                       | Jakob Bergmeister                                                               |                                                                                 |
| 11. | 23. Juli      | Circuit Paul Ricard (Le Castellet)                           | Bryce Aron                                                                      | Cian Shields                                                                    | Francesco Simonazzi                                                             |                                                                                 | Cian Shields                                                                    | Francesco Simonazzi                                                             |                                                                                 |
| 12. | 23. Juli      | Circuit Paul Ricard (Le Castellet)                           | Cian Shields                                                                    | Noel León                                                                       | Juju Noda                                                                       |                                                                                 | Cian Shields                                                                    | Noel León                                                                       |                                                                                 |
| 13. | 09. September | Red Bull Ring (Spielberg)                                    | Noel León                                                                       | Cian Shields                                                                    | Joshua Dufek                                                                    | Noel León                                                                       | Noel León                                                                       | Francesco Simonazzi                                                             | Paolo Brajnik                                                                   |
| 14. | 10. September | Red Bull Ring (Spielberg)                                    | Noel León                                                                       | Francesco Simonazzi                                                             | Charlie Wurz                                                                    |                                                                                 | Noel León                                                                       | Noel León                                                                       | Vladimír Netušil                                                                |
| 15. | 10. September | Red Bull Ring (Spielberg)                                    | Cian Shields                                                                    | Noel León                                                                       | Joshua Dufek                                                                    |                                                                                 | Noel León                                                                       | Noel León                                                                       | Paolo Brajnik                                                                   |
| 16. | 23. September | Autodromo Nazionale di Monza (Monza)                         | Noel León                                                                       | Joshua Dufek                                                                    | Charlie Wurz                                                                    | Noel León                                                                       | Noel León                                                                       | Francesco Simonazzi                                                             |                                                                                 |
| 17. | 24. September | Autodromo Nazionale di Monza (Monza)                         | Charlie Wurz                                                                    | Joshua Dufek                                                                    | Levente Révész                                                                  |                                                                                 | Francesco Simonazzi                                                             | Charlie Wurz                                                                    |                                                                                 |
| 18. | 24. September | Autodromo Nazionale di Monza (Monza)                         | Joshua Dufek                                                                    | Noel León                                                                       | Levente Révész                                                                  |                                                                                 | Francesco Simonazzi                                                             | Joshua Dufek                                                                    |                                                                                 |
| 19. | 30. September | Autodromo Internazionale del Mugello (Scarperia e San Piero) | Noel León                                                                       | Francesco Simonazzi                                                             | Joshua Dufek                                                                    | Charlie Wurz                                                                    | Noel León                                                                       | Noel León                                                                       | Paolo Brajnik                                                                   |
| 20. | 01. Oktober   | Autodromo Internazionale del Mugello (Scarperia e San Piero) | Cian Shields                                                                    | Joshua Dufek                                                                    | Noel León                                                                       |                                                                                 | Cian Shields                                                                    | Noel León                                                                       | Paolo Brajnik                                                                   |
| 21. | 21. Oktober   | Circuit de Barcelona-Catalunya (Montmeló)                    | Enzo Trulli                                                                     | Charlie Wurz                                                                    | Cian Shields                                                                    | Enzo Trulli                                                                     | Charlie Wurz                                                                    | Levente Révész                                                                  |                                                                                 |
| 22. | 22. Oktober   | Circuit de Barcelona-Catalunya (Montmeló)                    | Levente Révész                                                                  | Charlie Wurz                                                                    | Cian Shields                                                                    |                                                                                 | Charlie Wurz                                                                    | Charlie Wurz                                                                    |                                                                                 |
| 23. | 22. Oktober   | Circuit de Barcelona-Catalunya (Montmeló)                    | Francesco Simonazzi                                                             | Jakob Bergmeister                                                               | Noel León                                                                       |                                                                                 | Charlie Wurz                                                                    | Enzo Trulli                                                                     |                                                                                 |

## Wertungen

### Punktesystem
Bei jedem Rennen bekamen die ersten zehn des Rennens 25, 18, 15, 12, 10, 8, 6, 4, 2 bzw. 1 Punkt(e). Es gab einen Punkt für die Pole-Position und die schnellste Rennrunde sowie zwei weitere Punkte für die meisten Überholmanöver pro Rennen.  In der Fahrerwertung wurden nur die besten 20 Ergebnisse gewertet (Streichergebnis).
| Punkteverteilung | Punkteverteilung | Punkteverteilung | Punkteverteilung | Punkteverteilung | Punkteverteilung | Punkteverteilung | Punkteverteilung | Punkteverteilung | Punkteverteilung | Punkteverteilung | Punkteverteilung | Punkteverteilung | Punkteverteilung |
| ---------------- | ---------------- | ---------------- | ---------------- | ---------------- | ---------------- | ---------------- | ---------------- | ---------------- | ---------------- | ---------------- | ---------------- | ---------------- | ---------------- |
| Platz            | 1                | 2                | 3                | 4                | 5                | 6                | 7                | 8                | 9                | 10               | PP               | SR               | MÜ               |
| Fahrer           | 25               | 18               | 15               | 12               | 10               | 8                | 6                | 4                | 2                | 1                | 1                | 1                | 2                |
| Rookie           | 10               | 8                | 6                | 4                | 3                | 0                | 0                | 0                | 0                | 0                | –                | –                | –                |
| Team             | 10               | 8                | 6                | 4                | 3                | 0                | 0                | 0                | 0                | 0                | –                | –                | –                |

### Fahrerwertung
| Pos. | Fahrer         | ALG | ALG | ALG | SPA | SPA | SPA | HUN | HUN | HUN | LEC | LEC | LEC | RBR | RBR | RBR | MNZ | MNZ | MNZ | MUG | MUG | CAT | CAT | CAT | Punkte |
| Pos. | Fahrer         | R1  | R2  | R3  | R1  | R2  | R3  | R1  | R2  | R3  | R1  | R2  | R3  | R1  | R2  | R3  | R1  | R2  | R3  | R1  | R2  | R1  | R2  | R3  | Punkte |
| ---- | -------------- | --- | --- | --- | --- | --- | --- | --- | --- | --- | --- | --- | --- | --- | --- | --- | --- | --- | --- | --- | --- | --- | --- | --- | ------ |
| 01   | N. León        | 3X  | 5   | 1   | 1   | 2X  | 3   | 1   | 4   | 3X  | DNF | 7   | 2X  | 1   | 1X  | 2X  | 1   | DNF | 2   | 1X  | 3X  | DNF | 4   | 3   | 394    |
| 02   | C. Shields     | 6   | (9) | 5   | 2   | 4   | 1X  | 2   | (8) | 6   | 4   | 2   | 1   | 2   | 5   | 1   | 6   | 4*  | DNF | 4   | 1   | 3   | 3   | 6   | 307    |
| 03   | F. Simonazzi   | 4   | 1   | 3   | 5   | 3   | 2   | 4   | 5   | 5   | DNF | 3X  | 5   | 4X  | 2   | 5   | 4X  | 5   | 4   | 2   | (5) | 4   | (5) | 1   | 289    |
| 04   | B. Aron        | 5   | 4   | 4   | 3X  | 1   | 5   | 6   | 1   | 4   | 3   | 1   | 4   | 6   | 6   | 6   | 7   | DNF | 5   | 5   | 8   | WD  | WD  | WD  | 238    |
| 05   | J. Bergmeister | DNS | 6   | 6   | 7   | 6   | DNF | 8   | 7   | 2   | 2X  | 5   | 6   | 7   | 7   | 7   |     |     |     |     |     | 6   | 7   | 2   | 148    |
| 06   | C. Wurz        |     |     |     |     |     |     |     |     |     |     |     |     | 5   | 3   | 4   | 3   | 1X  | DNF | DNF | 6   | 2   | 2X  | 5   | 139    |
| 07   | J. Dufek       |     |     |     |     |     |     |     |     |     |     |     |     | 3   | 4   | 3   | 2   | 2   | 1X  | 3   | 2   |     |     |     | 138    |
| 08   | J. Noda        | 7   | 7   | 7   | 6   | 7   | 6   | 5   | 3   | 9   | 1   | 4   | 3   | WD  | WD  | WD  |     |     |     |     |     |     |     |     | 118    |
| 09   | L. Révész      |     |     |     |     |     |     |     |     |     |     |     |     |     |     |     | 5   | 3   | 3   | 6   | 4   | 5X  | 1   | 7   | 103    |
| 10   | E. Trulli      | 1   | 2X  | 8   |     |     |     |     |     |     |     |     |     |     |     |     |     |     |     |     |     | 1   | 6   | 4X  | 98     |
| 11   | J. Mason       |     |     |     | 4   | 5   | 4   | 3X  | 2X  | 1   |     |     |     |     |     |     |     |     |     |     |     |     |     |     | 96     |
| 12   | T. Tramnitz    | 2   | 3   | 2X  |     |     |     |     |     |     |     |     |     |     |     |     |     |     |     |     |     |     |     |     | 55     |
| 13   | V. Netušil     | DNS | 8   | 10  | 10  | 10  | 7   | 9   | 9   | 8   |     |     |     | 9   | 8   | 9   | WD  | WD  | WD  |     |     | DNF | DNS | DNS | 29     |
| 14   | P. Brajnik     | DNF | DNS | 9   | 9   | 9   | DNF | DNF | DNS | DNS |     |     |     | 8   | DNF | 8   |     |     |     | 7   | 7   |     |     |     | 26     |
| 15   | V. Ryabov      |     |     |     |     |     |     |     |     |     | 5   | 6   | 7   |     |     |     |     |     |     |     |     |     |     |     | 24     |
| 16   | B. Berta       |     |     |     |     |     |     | 7   | 6   | 7   |     |     |     |     |     |     |     |     |     |     |     |     |     |     | 20     |
| 17   | A. Pénzes      |     |     |     |     |     |     |     |     |     | 6   | 8   | 8   |     |     |     |     |     |     |     |     |     |     |     | 16     |
| 18   | G. Xie         |     |     |     | 8   | 8   | DNF |     |     |     |     |     |     |     |     |     |     |     |     |     |     |     |     |     | 8      |
| Pos. | Fahrer         | R1  | R2  | R3  | R1  | R2  | R3  | R1  | R2  | R3  | R1  | R2  | R3  | R1  | R2  | R3  | R1  | R2  | R3  | R1  | R2  | R1  | R2  | R3  | Punkte |
| Pos. | Fahrer         | ALG | ALG | ALG | SPA | SPA | SPA | HUN | HUN | HUN | LEC | LEC | LEC | RBR | RBR | RBR | MNZ | MNZ | MNZ | MUG | MUG | CAT | CAT | CAT | Punkte |

| Legende       | Legende                        | Legende                                                              |
| Farbe         | Abkürzung                      | Bedeutung                                                            |
| ------------- | ------------------------------ | -------------------------------------------------------------------- |
| Gold          | –                              | Sieg                                                                 |
| Silber        | –                              | 2. Platz                                                             |
| Bronze        | –                              | 3. Platz                                                             |
| Grün          | –                              | 4. bis 10. Platz                                                     |
| Hellblau      | –                              | 10. Platz aufwärts (punktberechtigt)                                 |
| Blau          | –                              | Klassifiziert außerhalb der Punkteränge                              |
| Dunkelblau    | –                              | Klassifiziert innerhalb der Punkteränge aber keine Punktberechtigung |
| Violett       | DNF                            | Rennen nicht beendet (did not finish)                                |
| Violett       | NC                             | nicht klassifiziert (not classified)                                 |
| Rot           | DNQ                            | nicht qualifiziert (did not qualify)                                 |
| Rot           | DNPQ                           | in Vorqualifikation gescheitert (did not pre-qualify)                |
| Schwarz       | DSQ                            | disqualifiziert (disqualified)                                       |
| Weiß          | DNS                            | nicht am Start (did not start)                                       |
| Weiß          | WD                             | zurückgezogen (withdrawn)                                            |
| ohne          | PO                             | nur am Training teilgenommen (practiced only)                        |
| ohne          | DNP                            | nicht am Training teilgenommen (did not practice)                    |
| ohne          | INJ                            | verletzt oder krank (injured)                                        |
| ohne          | EX                             | ausgeschlossen (excluded)                                            |
| ohne          | DNA                            | nicht erschienen (did not arrive)                                    |
| ohne          | C                              | Rennen abgesagt (cancelled)                                          |
| ohne          | keine Teilnahme                |                                                                      |
| sonstige      | P/fett                         | Pole-Position                                                        |
| sonstige      | SR/kursiv                      | Schnellste Rennrunde                                                 |
| sonstige      | Q                              | Extrapunkte für Pole-Position                                        |
| sonstige      | X                              | Extrapunkte für gewonnene Positionen                                 |
| sonstige      | *                              | nicht im Ziel, aufgrund der zurückgelegten Distanz aber gewertet     |
| sonstige      | ()                             | Streichresultate                                                     |
| unterstrichen | Führender in der Gesamtwertung |                                                                      |

### Rookiewertung
| Pos. | Fahrer         | ALG | ALG | ALG | SPA | SPA | SPA | HUN | HUN | HUN | LEC | LEC | LEC | RBR | RBR | RBR | MNZ | MNZ | MNZ | MUG | MUG | CAT | CAT | CAT | Punkte |
| Pos. | Fahrer         | R1  | R2  | R3  | R1  | R2  | R3  | R1  | R2  | R3  | R1  | R2  | R3  | R1  | R2  | R3  | R1  | R2  | R3  | R1  | R2  | R1  | R2  | R3  | Punkte |
| ---- | -------------- | --- | --- | --- | --- | --- | --- | --- | --- | --- | --- | --- | --- | --- | --- | --- | --- | --- | --- | --- | --- | --- | --- | --- | ------ |
| 01   | J. Bergmeister | DNS | 6   | 6   | 7   | 6   | DNF | 8   | 7   | 2   | 2   | 5   | 6   | 7   | 7   | 7   |     |     |     |     |     | 6   | 7   | 2   | 150    |
| 02   | J. Noda        | 7   | 7   | 7   | 6   | 7   | 6   | 5   | 3   | 9   | 1   | 4   | 3   | WD  | WD  | WD  |     |     |     |     |     |     |     |     | 110    |
| 03   | V. Ryabov      |     |     |     |     |     |     |     |     |     | 5   | 6   | 7   |     |     |     |     |     |     |     |     |     |     |     | 18     |
| 04   | G. Xie         |     |     |     | 8   | 8   | DNF |     |     |     |     |     |     |     |     |     |     |     |     |     |     |     |     |     | 12     |
| Pos. | Fahrer         | R1  | R2  | R3  | R1  | R2  | R3  | R1  | R2  | R3  | R1  | R2  | R3  | R1  | R2  | R3  | R1  | R2  | R3  | R1  | R2  | R1  | R2  | R3  | Punkte |
| Pos. | Fahrer         | ALG | ALG | ALG | SPA | SPA | SPA | HUN | HUN | HUN | LEC | LEC | LEC | RBR | RBR | RBR | MNZ | MNZ | MNZ | MUG | MUG | CAT | CAT | CAT | Punkte |

| Legende       | Legende                        | Legende                                                              |
| Farbe         | Abkürzung                      | Bedeutung                                                            |
| ------------- | ------------------------------ | -------------------------------------------------------------------- |
| Gold          | –                              | Sieg                                                                 |
| Silber        | –                              | 2. Platz                                                             |
| Bronze        | –                              | 3. Platz                                                             |
| Grün          | –                              | 4. bis 10. Platz                                                     |
| Hellblau      | –                              | 10. Platz aufwärts (punktberechtigt)                                 |
| Blau          | –                              | Klassifiziert außerhalb der Punkteränge                              |
| Dunkelblau    | –                              | Klassifiziert innerhalb der Punkteränge aber keine Punktberechtigung |
| Violett       | DNF                            | Rennen nicht beendet (did not finish)                                |
| Violett       | NC                             | nicht klassifiziert (not classified)                                 |
| Rot           | DNQ                            | nicht qualifiziert (did not qualify)                                 |
| Rot           | DNPQ                           | in Vorqualifikation gescheitert (did not pre-qualify)                |
| Schwarz       | DSQ                            | disqualifiziert (disqualified)                                       |
| Weiß          | DNS                            | nicht am Start (did not start)                                       |
| Weiß          | WD                             | zurückgezogen (withdrawn)                                            |
| ohne          | PO                             | nur am Training teilgenommen (practiced only)                        |
| ohne          | DNP                            | nicht am Training teilgenommen (did not practice)                    |
| ohne          | INJ                            | verletzt oder krank (injured)                                        |
| ohne          | EX                             | ausgeschlossen (excluded)                                            |
| ohne          | DNA                            | nicht erschienen (did not arrive)                                    |
| ohne          | C                              | Rennen abgesagt (cancelled)                                          |
| ohne          | keine Teilnahme                |                                                                      |
| sonstige      | P/fett                         | Pole-Position                                                        |
| sonstige      | SR/kursiv                      | Schnellste Rennrunde                                                 |
| sonstige      | Q                              | Extrapunkte für Pole-Position                                        |
| sonstige      | X                              | Extrapunkte für gewonnene Positionen                                 |
| sonstige      | *                              | nicht im Ziel, aufgrund der zurückgelegten Distanz aber gewertet     |
| sonstige      | ()                             | Streichresultate                                                     |
| unterstrichen | Führender in der Gesamtwertung |                                                                      |

### Teamwertung
| Pos. | Fahrer             | ALG | ALG | ALG | SPA | SPA | SPA | HUN | HUN | HUN | LEC | LEC | LEC | RBR | RBR | RBR | MNZ | MNZ | MNZ | MUG | MUG | CAT | CAT | CAT | Punkte |
| Pos. | Fahrer             | R1  | R2  | R3  | R1  | R2  | R3  | R1  | R2  | R3  | R1  | R2  | R3  | R1  | R2  | R3  | R1  | R2  | R3  | R1  | R2  | R1  | R2  | R3  | Punkte |
| ---- | ------------------ | --- | --- | --- | --- | --- | --- | --- | --- | --- | --- | --- | --- | --- | --- | --- | --- | --- | --- | --- | --- | --- | --- | --- | ------ |
| 1    | Team Motopark      | 3   | 4   | 1   | 1   | 1   | 1   | 1   | 1   | 2   | 2   | 1   | 1   | 1   | 1   | 1   | 1   | 3   | 2   | 1   | 1   | 3   | 1   | 2   | 325    |
| 1    | Team Motopark      | 5   | 5   | 4   | 2   | 2   | 3   | 2   | 4   | 3   | 3   | 2   | 2   | 2   | 5   | 2   | 5   | 4*  | 3   | 4   | 3   | 5   | 3   | 3   | 325    |
| 2    | CryptoTower Racing | 1   | 2   | 2   | 4   | 5   | 4   | 3   | 2   | 1   | 5   | 6   | 7   | 3   | 3   | 3   | 2   | 1   | 1   | 3   | 2   | 1   | 2   | 4   | 201    |
| 2    | CryptoTower Racing | 2   | 3   | 8   | 8   | 8   | DNF | 7   | 6   | 7   | 6   | 8   | 8   | 5   | 4   | 4   | 3   | 2   | DNF | DNF | 6   | 1   | 2   | 5   | 201    |
| 3    | BVM Racing         | 4   | 1   | 3   | 5   | 3   | 2   | 4   | 5   | 5   | DNF | 3   | 5   | 4   | 2   | 5   | 4   | 5   | 4   | 2   | 5   | 4   | 5   | 1   | 110    |
| 4    | Noda Racing        | 7   | 7   | 7   | 6   | 7   | 6   | 5   | 3   | 9   | 1   | 4   | 3   | WD  | WD  | WD  |     |     |     |     |     |     |     |     | 29     |
| 5    | Effective Racing   | DNS | 8   | 10  | 10  | 10  | 7   | 9   | 9   | 8   |     |     |     | 9   | 8   | 9   | WD  | WD  | WD  |     |     | 7   | DNS | DNS | 0      |
| 6    | NV Racing          | DNF | DNS | 9   | 9   | 9   | DNF | DNF | DNS | DNS |     |     |     | 8   | DNF | 8   |     |     |     | 7   | 7   |     |     |     | 0      |
| Pos. | Fahrer             | R1  | R2  | R3  | R1  | R2  | R3  | R1  | R2  | R3  | R1  | R2  | R3  | R1  | R2  | R3  | R1  | R2  | R3  | R1  | R2  | R1  | R2  | R3  | Punkte |
| Pos. | Fahrer             | ALG | ALG | ALG | SPA | SPA | SPA | HUN | HUN | HUN | LEC | LEC | LEC | RBR | RBR | RBR | MNZ | MNZ | MNZ | MUG | MUG | CAT | CAT | CAT | Punkte |

| Legende       | Legende                        | Legende                                                              |
| Farbe         | Abkürzung                      | Bedeutung                                                            |
| ------------- | ------------------------------ | -------------------------------------------------------------------- |
| Gold          | –                              | Sieg                                                                 |
| Silber        | –                              | 2. Platz                                                             |
| Bronze        | –                              | 3. Platz                                                             |
| Grün          | –                              | 4. bis 10. Platz                                                     |
| Hellblau      | –                              | 10. Platz aufwärts (punktberechtigt)                                 |
| Blau          | –                              | Klassifiziert außerhalb der Punkteränge                              |
| Dunkelblau    | –                              | Klassifiziert innerhalb der Punkteränge aber keine Punktberechtigung |
| Violett       | DNF                            | Rennen nicht beendet (did not finish)                                |
| Violett       | NC                             | nicht klassifiziert (not classified)                                 |
| Rot           | DNQ                            | nicht qualifiziert (did not qualify)                                 |
| Rot           | DNPQ                           | in Vorqualifikation gescheitert (did not pre-qualify)                |
| Schwarz       | DSQ                            | disqualifiziert (disqualified)                                       |
| Weiß          | DNS                            | nicht am Start (did not start)                                       |
| Weiß          | WD                             | zurückgezogen (withdrawn)                                            |
| ohne          | PO                             | nur am Training teilgenommen (practiced only)                        |
| ohne          | DNP                            | nicht am Training teilgenommen (did not practice)                    |
| ohne          | INJ                            | verletzt oder krank (injured)                                        |
| ohne          | EX                             | ausgeschlossen (excluded)                                            |
| ohne          | DNA                            | nicht erschienen (did not arrive)                                    |
| ohne          | C                              | Rennen abgesagt (cancelled)                                          |
| ohne          | keine Teilnahme                |                                                                      |
| sonstige      | P/fett                         | Pole-Position                                                        |
| sonstige      | SR/kursiv                      | Schnellste Rennrunde                                                 |
| sonstige      | Q                              | Extrapunkte für Pole-Position                                        |
| sonstige      | X                              | Extrapunkte für gewonnene Positionen                                 |
| sonstige      | *                              | nicht im Ziel, aufgrund der zurückgelegten Distanz aber gewertet     |
| sonstige      | ()                             | Streichresultate                                                     |
| unterstrichen | Führender in der Gesamtwertung |                                                                      |